# 1420
Het jaar 1420 is het 20e jaar in de 15e eeuw volgens de christelijke jaartelling.

## Gebeurtenissen
maart
- 25 - Slag bij Sudoměř: De Hussieten houden stand tegen een numeriek en in bewapening veel sterker katholiek leger.

april
- 2 - Jan II van Schoonvorst, heer van Eindhoven, sticht het klooster Mariënhage bij Woensel.
- 30 - De Schieringers veroveren Bolsward op de Vetkopers in de Grote Friese Oorlog.

mei
- 12 - Slag aan de Palesloot: De Schieringers worden door de Oost-Friese hoofdeling Fokko Ukena verslagen en op de vlucht gedreven.
- 21 - Verdrag van Troyes: Hendrik V van Engeland wordt de erfgenaam van Karel VI van Frankrijk. De dauphin Karel VII wordt van opvolging uitgesloten.

juni
- 2 - Hendrik V van Engeland trouwt met de Franse prinses Catharina van Valois.
- 6 - Stadsbrand van Tiel: Bijna de gehele stad Tiel brandt af.

juli
- 11 - slag bij Sloten: De Schieringers behalen met hulp van troepen van Jan van Beieren een belangrijke overwinning op de Geallieerden.

augustus
- 5 - In de Grote Friese Oorlog wordt een vredesverdrag voor 20 jaar gesloten.
- 17 - Einde van het Beleg van Leiden: Na een belegering van twee maanden, geeft de stad Leiden zich over aan Jan van Beieren.Burggraaf Filips IV van Wassenaer wordt van al zijn ambten en rechten ontheven en gevangengezet.

oktober
- 1 - De Staten van Brabant benoemen Filips van Saint-Pol tot ruwaard (regent) namens graaf Jan IV, die is verwikkeld in een conflict met Holland en een echtscheiding van Jacoba van Beieren.
- 20 - René van Anjou trouwt met Isabella van Lotharingen

november
- 11 - Einde van het Beleg van Geertruidenberg: Voornameijk vanuit Dordrecht wordt Geertruidenberg door de Kabeljauwen belegerd. De belegering wordt afgebroken nadat de gezochte verdedigers zijn gevlucht, maar de stad is ernstig beschadigd.

december
- 1 - Hendrik V, Karel en Filips van Bourgondië trekken zegevierend Parijs binnen. De Franse Staten-Generaal ratificeren het verdrag van Troyes en het parlement verklaart de rechten van de Dauphin nietig.
- einde jaar - De Friezen erkennen Jan van Beieren als heer.

zonder datum
- Paus Martinus V roept op tot een kruistocht tegen de Hussieten.
- Venetië krijgt een groot deel van Dalmatië in zijn bezit, het gebied dat bekend staat als Venetiaans Albanië.
- De Verboden Stad en de Tempel van de Hemel in Beijing worden voltooid.
- De Ottomanen veroveren Efeze.

## Kunst en literatuur
- Andrew Wyntoun: Orygynale Cronykil of Scotland (jaartal bij benadering)

## Opvolging
- Anhalt-Bernburg - Bernhard V opgevolgd door zijn neef Bernhard VI
- Diez - Adolf I opgevolgd door zijn schoonzoon Godfried VII van Eppstein-Münzenberg en zijn broers Johan II ‘met de Helm’, Engelbrecht I en Johan III ‘de Jongere’
- Nassau-Siegen en Vianden - Adolf I opgevolgd door zijn broers Johan II ‘met de Helm’, Engelbrecht I en Johan III ‘de Jongere’
- Neurenberg en Brandenburg-Kulmbach - Johan III opgevolgd door zijn broer Frederik VI

## Afbeeldingen

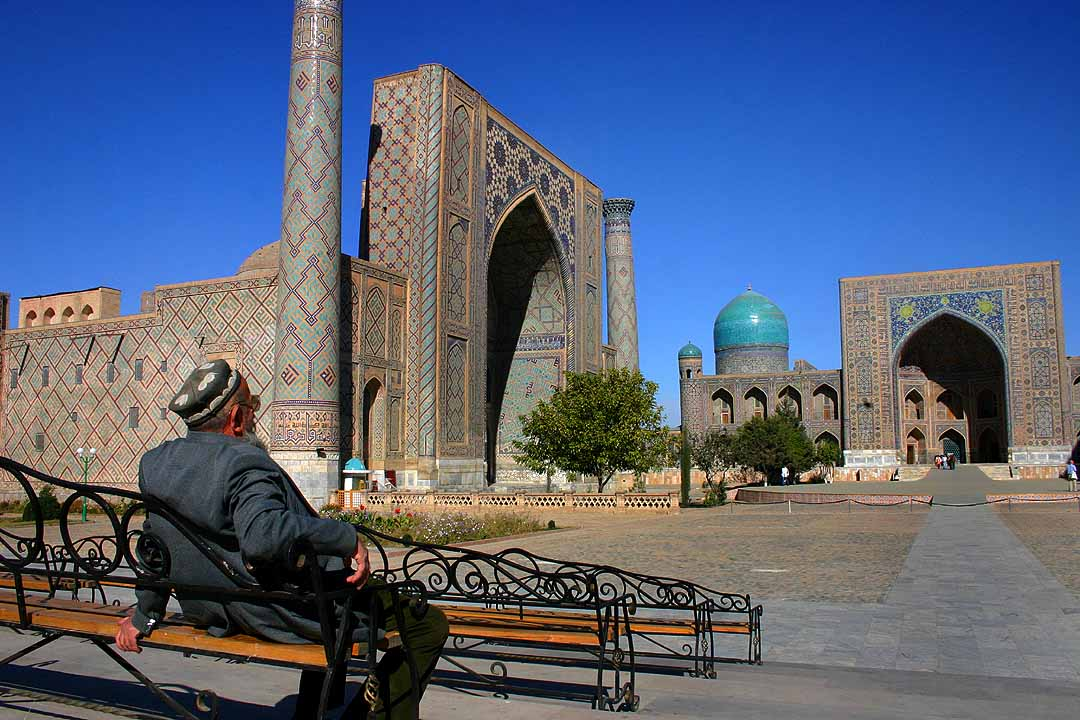
Ulugh Beg Madrassa, Registan (voltooid 1420)
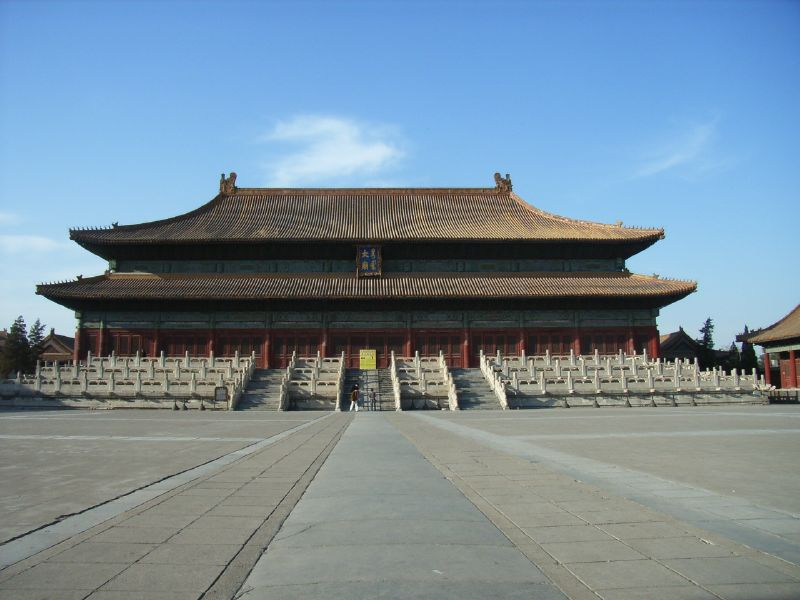
Taimiao, Verboden Stad, Beijing
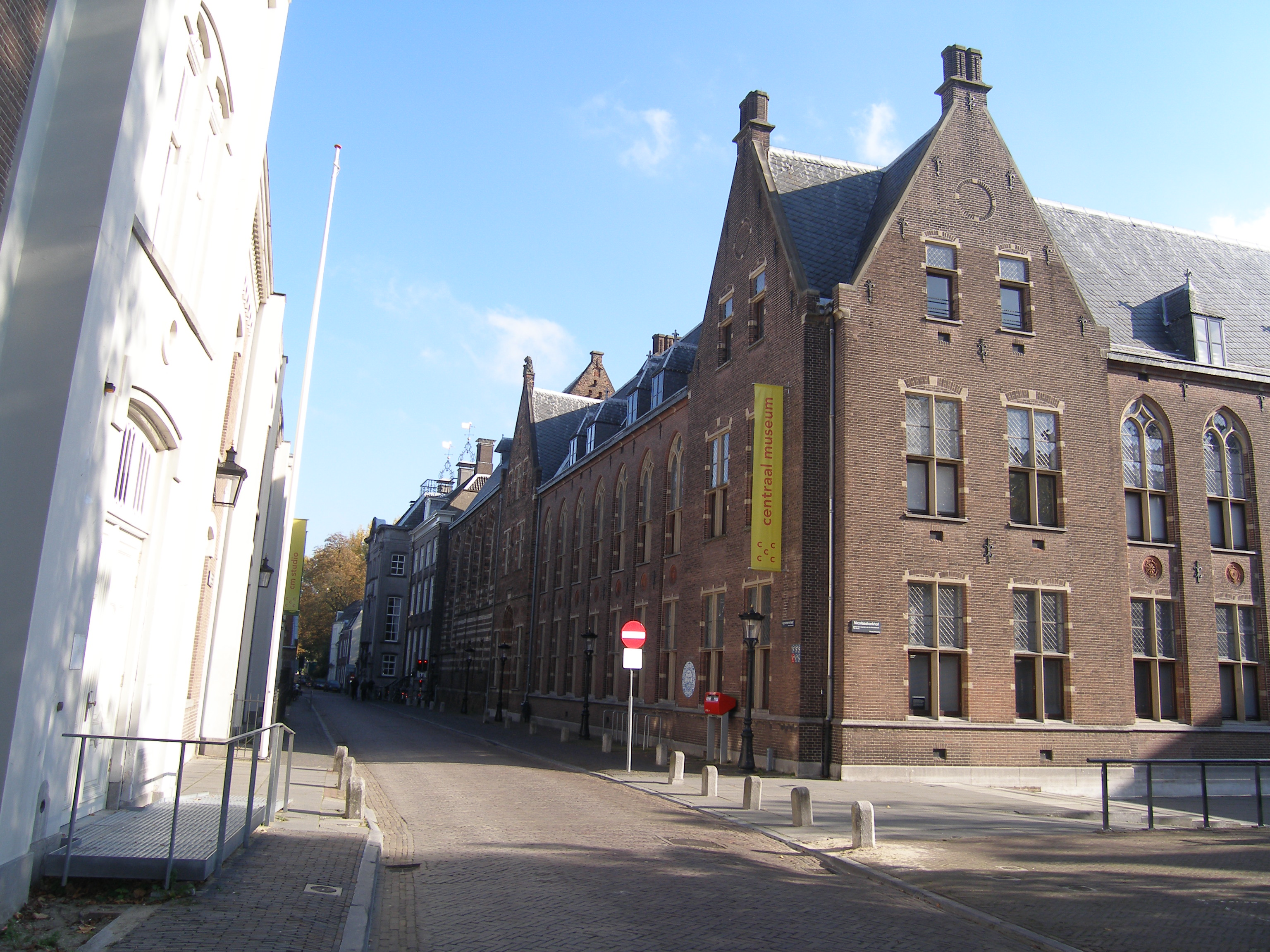
Agnietenklooster, Utrecht (gebouwd/gesticht 1420)
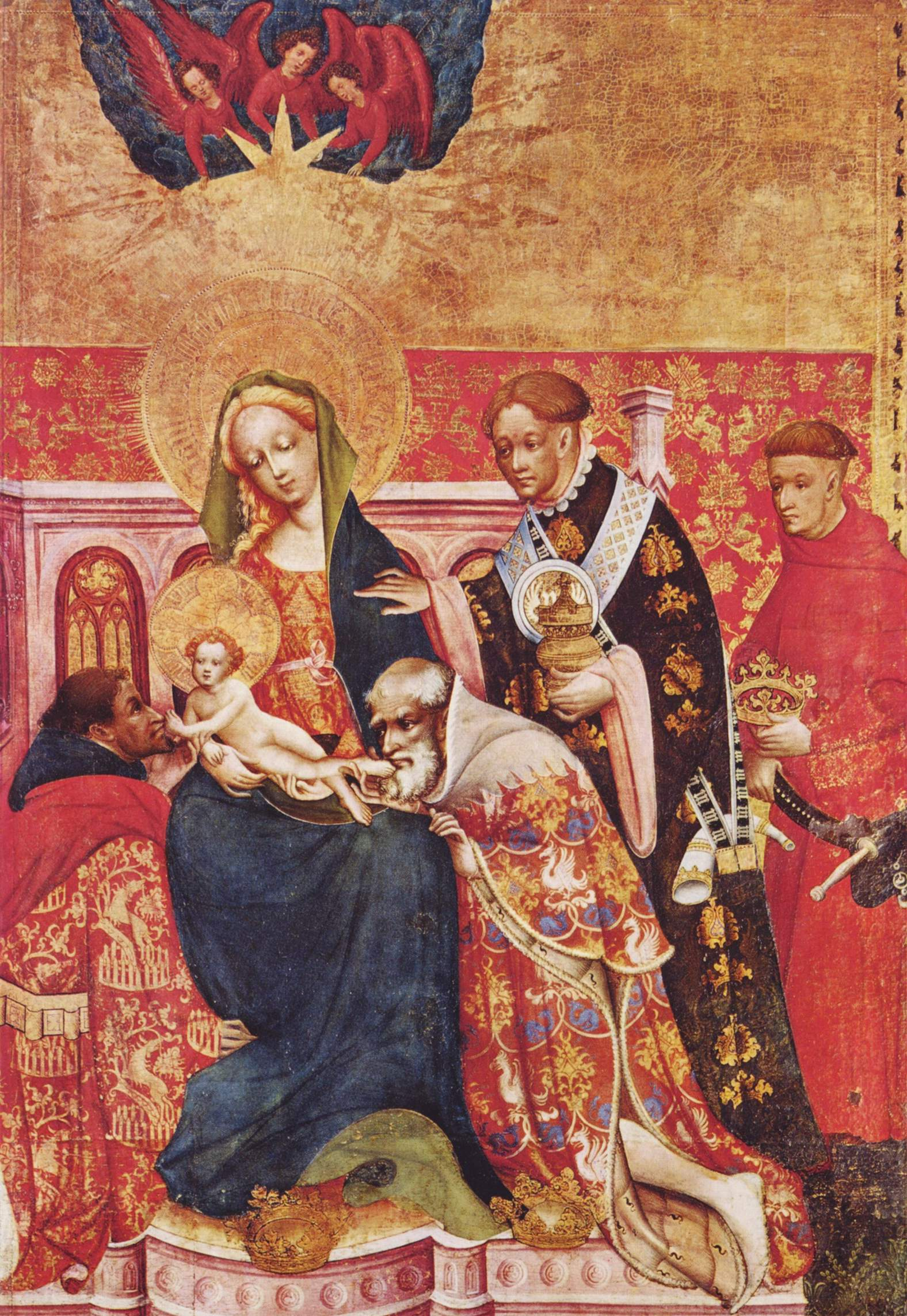
De aanbidding van de drie koningen (ca. 1420) Conrad von Soest, Marienkirche, Dortmund

## Geboren
- 9 februari - Dorothea van Brandenburg, Duits edelvrouw
- 23 april - George van Podiebrad, koning van Bohemen (1458-1471)
- 19 juli - Willem III, markgraaf van Monferrato
- 24 november - James Butler, Engels edelman
- Gerrit van Assendelft, Hollands edelman
- Marco Barbo, Italiaans geestelijke
- Catharina van Oostenrijk, Duits edelvrouw
- Erik van Schaumburg, Duits edelman
- Benozzo Gozzoli, Florentijns schilder
- Lambert, heer van Monaco
- Ruprecht van Palts-Simmern, Duits edelman
- Sesshu Toyo, Japans schilder
- Tomás de Torquemada, Spaans inquisiteur
- Catharina Berthout van Berlaer, Brabants edelvrouw (vermoedelijk jaartal)
- Agostino Barbarigo, doge van Venetië (jaartal bij benadering)
- Jan de Boodt, Vlaams politicus (jaartal bij benadering)
- Simon le Breton, Bourgondisch componist (jaartal bij benadering)
- Colantonio, Italiaans schilder (jaartal bij benadering)
- Bernard van Halewyn, Vlaams politicus (jaartal bij benadering)
- Nicolas Jenson, Frans drukker (jaartal bij benadering)
- Rombout I Keldermans, Vlaams glasschilder (jaartal bij benadering)
- Koenraad X de Witte, Silezisch edelman (jaartal bij benadering)
- John Morton, aartsbisschop van Canterbury (jaartal bij benadering)
- Przemysław II van Teschen, Silezisch edelman (jaartal bij benadering)
- Jan I Rode van Opsinnich, Limburgs edelman (jaartal bij benadering)
- Jan van Venlo, Limburgs klokkengieter (jaartal bij benadering)
- Wladislaus van Glogau, Silezisch edelman (jaartal bij benadering)

## Overleden
- 11 maart - Hendrik II van Münsterberg (~23), Silezisch edelman
- 12 maart - Elisabeth van Pilitza (~47), echtgenote van Wladislaus II Jagiello
- 11 juni - Johan III van Neurenberg (~51), Duits edelman
- 12 juni - Adolf I van Nassau-Siegen (~58), Duits edelman
- 24 juni - Bernhard V van Anhalt, Duits edelman
- 7 augustus - Johan van Nassau-Wiesbaden-Idstein (~67), Duits edelman
- 9 augustus - Peter van Ailly (~69), Frans geestelijke en theoloog
- 3 september - Robert Stewart, Schots staatsman
- 24 september - Gerard van Montagu, Frans bisschop
- 26 september - Coppen Jarges, Fries-Gronings hoofdeling
- Güshri Lodrö Gyaltsen (~54), Tibetaans geestelijk leider
- Willem van Merheim, Brabants edelman